# Peter-Götz Güttler

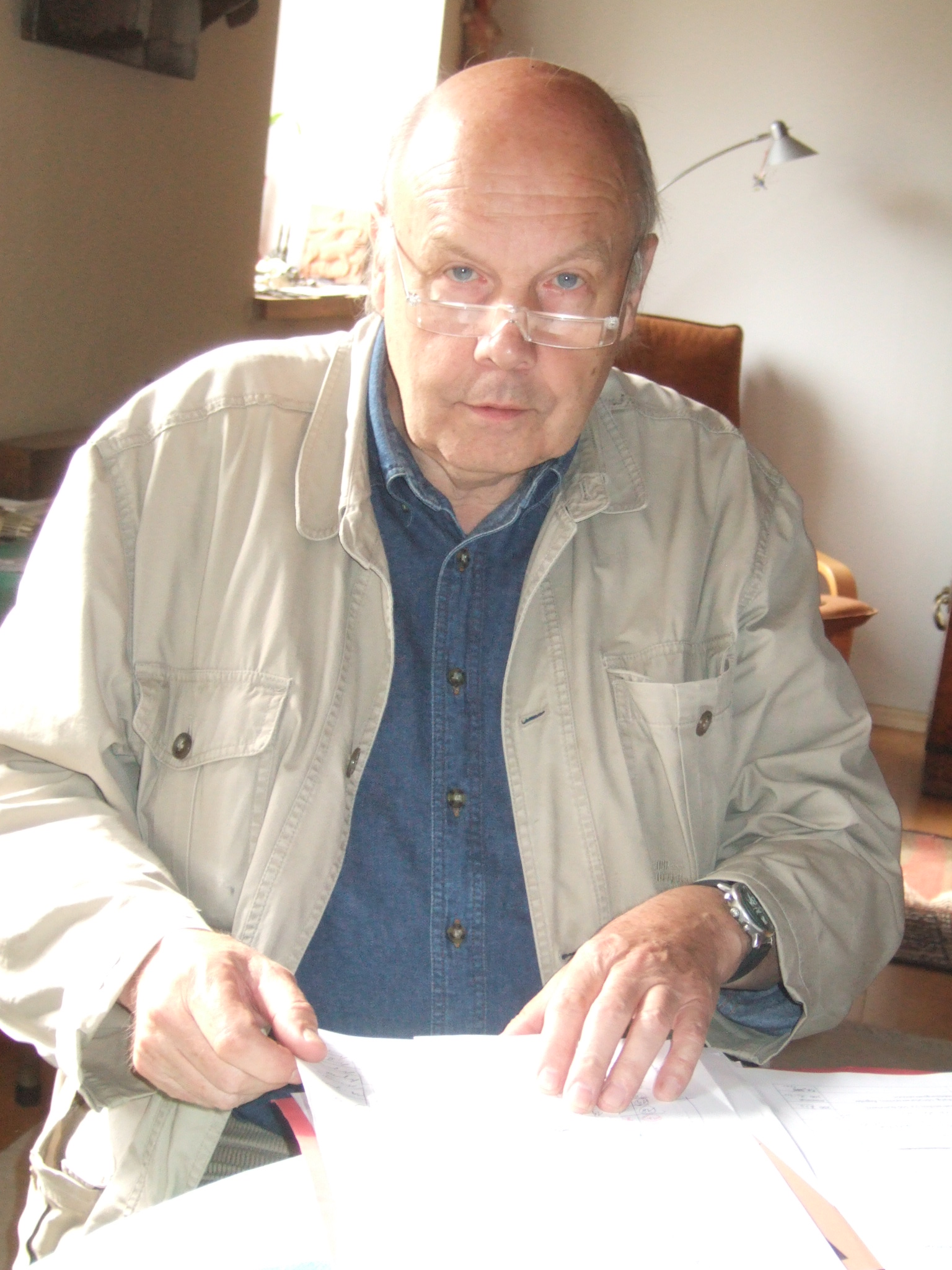
Peter-Götz Güttler, 2008

Peter Götz Güttler (* 8. Juni 1939 in Greifswald; † 31. Oktober 2024) war ein deutscher Medailleur und Architekt.

## Leben
Güttler studierte von 1961 bis 1967 Architektur an der Technischen Universität Dresden. Neben seiner Arbeit als Architekt beschäftigte er sich seit 1956 mit Malerei, Graphik und Plastik. Ab 1971 schuf er vereinzelt Medaillen; seit etwa 1985 stellte er das Medaillenschaffen in den Mittelpunkt seiner Arbeit. Güttler war Gründungsmitglied der Deutschen Gesellschaft für Medaillenkunst und Mitglied der Fédération internationale de la médaille d’art (FIDEM). 2009 wurde ihm der Eligiuspreis der Deutschen Numismatischen Gesellschaft verliehen, dessen Medaille Güttler selbst gestaltet hatte. Im selben Jahr erhielt er den Hilde-Broër-Preis der Deutschen Gesellschaft für Medaillenkunst. Er lebte und arbeitete in Dresden.

## Werke (Auswahl)
Peter Götz Güttler schuf etwa 750 Medaillen, überwiegend von ihm selbst als Weißmetallguss ausgeführt. Einen Schwerpunkt seines Schaffens bilden die auf Dresden bezogenen Medaillen, etwa zur Frauenkirche. Er gestaltete den Kunstpreis der Landeshauptstadt Dresden in Form eines zweigeteilten Bronze-Apfels.
Seit 2014 wird vom örtlichen Heimat- und Verschönerungsverein die von Güttler gestaltete Rudolf-Günther-Medaille für Verdienste im Bereich der Denkmalpflege und des Denkmalschutzes in der Stadt Bad Salzuflen verliehen.